# Razzie Awards 2014
La 35ª edizione dei Razzie Awards si è svolta il 21 febbraio 2015 per premiare i peggiori film dell'anno 2014. Le candidature sono state annunciate il 14 gennaio 2015 ed i vincitori sono stati proclamati al Montalban Theatre di Hollywood.
Il film che ha ricevuto più nomination è stato Transformers 4 - L'era dell'estinzione con sette nomine.
In questa edizione per la prima volta appare la categoria Razzie Redeemer Award, per riconoscere che vincitori e nominati del passato possono proseguire la carriera e dare ottime performance. Il vincitore è stato votato sul sito Rotten Tomatoes.

## Vincitori e candidati
Verranno di seguito indicati in grassetto i vincitori.
Ove ricorrente e disponibile, viene indicato il titolo in lingua italiana e quello in lingua originale tra parentesi.

### Peggior film
- Kirk Cameron’s Saving Christmas, regia di Darren Doane
- Left Behind - La profezia (Left Behind), regia di Vic Armstrong
- Hercules - La leggenda ha inizio, regia di Renny Harlin
- Tartarughe Ninja, regia di Jonathan Liebesman
- Transformers 4 - L'era dell'estinzione, regia di Michael Bay

### Peggior attore
- Kirk Cameron - Kirk Cameron’s Saving Christmas
- Nicolas Cage - Left Behind - La profezia (Left Behind)
- Kellan Lutz - Hercules - La leggenda ha inizio
- Seth MacFarlane - Un milione di modi per morire nel West
- Adam Sandler - Insieme per forza

### Peggior attrice
- Cameron Diaz - Tutte contro lui - The Other Woman e Sex Tape - Finiti in rete
- Drew Barrymore - Insieme per forza
- Melissa McCarthy - Tammy
- Charlize Theron - Un milione di modi per morire nel West
- Gaia Weiss - Hercules - La leggenda ha inizio

### Peggior attrice non protagonista
- Megan Fox - Tartarughe Ninja
- Cameron Diaz - Annie - La felicità è contagiosa
- Nicola Peltz - Transformers 4 - L'era dell'estinzione
- Bridgette Cameron Ridenour - Kirk Cameron’s Saving Christmas
- Susan Sarandon - Tammy

### Peggior attore non protagonista
- Kelsey Grammer - I mercenari 3, Il magico mondo di Oz, La guerra dei sessi, Transformers 4 - L'era dell'estinzione
- Mel Gibson - I mercenari 3
- Shaquille O'Neal - Insieme per forza
- Arnold Schwarzenegger - I mercenari 3
- Kiefer Sutherland - Pompei

### Peggior regista
- Michael Bay - Transformers 4 - L'era dell'estinzione
- Darren Doane - Kirk Cameron’s Saving Christmas
- Renny Harlin - Hercules - La leggenda ha inizio
- Jonathan Liebesman - Tartarughe Ninja
- Seth MacFarlane - Un milione di modi per morire nel West

### Peggior combinazione
- Kirk Cameron e il suo ego - Kirk Cameron’s Saving Christmas
- Qualsiasi coppia robot / attore - Transformers 4 - L'era dell'estinzione
- Cameron Diaz e Jason Segel - Sex Tape - Finiti in rete
- Kellan Lutz e i suoi addominali, o i suoi pettorali, o i suoi glutei - Hercules - La leggenda ha inizio
- Seth MacFarlane e Charlize Theron - Un milione di modi per morire nel West

### Peggiore sceneggiatura
- Kirk Cameron’s Saving Christmas - scritto da Darren Doane e Cheston Hervey
- Left Behind - La profezia (Left Behind) - sceneggiatura di Paul LaLonde e John Patus, basato sui romanzi di Tim LaHaye e Jerry B. Jenkins
- Sex Tape - Finiti in rete - sceneggiatura di Kate Angelo, Jason Segel e Nicholas Stoller
- Tartarughe Ninja - scritto da Evan Daugherty, Andre Nemec e Josh Applebaum
- Transformers 4 - L'era dell'estinzione - scritto da Ehren Kruger

### Peggior remake, rip-off o sequel
- Annie - La felicità è contagiosa, regia di Will Gluck
- Atlas Shrugged: Who Is John Galt?, regia di James Manera
- Hercules - La leggenda ha inizio, regia di Renny Harlin
- Tartarughe Ninja, regia di Jonathan Liebesman
- Transformers 4 - L'era dell'estinzione, regia di Michael Bay

### Razzie Redeemer Award
- Ben Affleck, pluri-vincitore di Razzie per Amore estremo - Tough Love - "per essere diventato un favorito dagli Oscar con Argo e L'amore bugiardo - Gone Girl"
- Jennifer Aniston, quattro volte candidata ai Razzie - "per la candidatura ai SAG Awards per Cake"
- Mike Myers, vincitore di due Razzie per Love Guru - "per aver diretto il documentario Supermensch: The Legend of Shep Gordon"
- Keanu Reeves, sei volte candidato ai Razzie - "per l'acclamato dalla critica John Wick"
- Kristen Stewart, sei volte vincitrice di un Razzie per la serie di Twilight - "per l'acclamato Camp X-Ray"